# Estrie
Estrie és una regió administrativa de la província canadenca del Quebec, situada a la frontera amb els Estats Units d'Amèrica. La regió està dividida en 6 municipalitats regionals de comtat (MRC) i 88 municipis.

## Demografia
- Població: 300 383 (2005)
- Superfície: 10 195 km²
- Densitat: 29,5 hab./km²
- Taxa de natalitat: 9,9‰ (2005)
- Taxa de mortalitat: 7,8‰ (2005)

Font: Institut de la statistique du Québec

## Organització territorial

### Municipalitats regionals de comtat
- Coaticook
- Le Granit
- Le Haut-Saint-François
- Les Sources
- Le Val-Saint-François
- Memphrémagog

### Territoris equivalents
- Ciutat de Sherbrooke